# Molecular Ecology
Molecular Ecology is een tweewekelijks verschijnend wetenschappelijk tijdschrift. Het tijdschrift publiceert wetenschappelijk onderzoek waarbij technieken in de moleculaire genetica gebruikt worden om ecologische en evolutionaire vraagstukken op te lossen. Molecular Ecology werd voor het eerst uitgegeven in 1992. De uitgever van het tijdschrift is Wiley-Blackwell. 
De eerste hoofdredacteur was Harry Smith en de huidige hoofdredacteur van het tijdschrift is Loren Rieseberg. In 2014 bedroeg de impactfactor 6,494.